# Family Guy
Family Guy is een Amerikaanse geanimeerde sitcom gemaakt door Seth MacFarlane voor de Fox Broadcasting Company die op 31 januari 1999 debuteerde. De serie wordt geproduceerd door Fuzzy Door Productions en 20th Television en gesyndiceerd door Disney-ABC Domestic Television.
De serie draait om de Griffins, een gezin bestaande uit de ouders Peter en Lois; hun kinderen, Meg, Chris en Stewie; en hun antropomorfe hond, Brian. De show speelt zich af in de fictieve stad Quahog, in de Amerikaanse staat Rhode Island, en vertoont veel van zijn surrealistische en duistere humor in de vorm van metafictie-cutaway gags die vaak de Amerikaanse cultuur belachelijk maken.
Het gezin is bedacht door MacFarlane na het ontwikkelen van twee animatiefilms, The Life of Larry and Larry & Steve. MacFarlane ontwierp de hoofdrolspeler van de film, Larry, en zijn hond, Steve, en noemde ze respectievelijk Peter en Brian. MacFarlane gooide in 1998 een zeven minuten durende pilot voor Fox, en de show kreeg groen licht en begon met de productie. De annulering van Family Guy werd aangekondigd kort nadat het derde seizoen in 2002 was uitgezonden, met een niet-uitgezonden aflevering die uiteindelijk in première ging op Adult Swim in 2003, waarmee de oorspronkelijke run van de serie werd voltooid. Gunstige dvd-verkoop en hoge beoordelingen van gesyndiceerde herhalingen sindsdien hebben Fox ervan overtuigd om de show in 2004 nieuw leven in te blazen; een vierde seizoen zou het volgende jaar op 1 mei 2005 uitgezonden worden.
Sinds de première wordt Family Guy alom geprezen. De serie is genomineerd voor 12 Primetime Emmy Awards en 11 Annie Awards, en heeft er drie van elk gewonnen. In 2009 werd het genomineerd voor een Primetime Emmy Award voor Outstanding Comedy Series ("Uitstekende komedieserie"), de eerste keer dat een animatieserie werd genomineerd voor de prijs sinds The Flintstones in 1961. In 2013 plaatste TV Guide Family Guy op de negende plaats van de grootste tv-cartoon aller tijden. De serie heeft ook kritiek en controverse gekregen vanwege zijn aanstootgevende inhoud, geweld en schrijven.
Er zijn veel tie-in-media uitgebracht, waaronder Stewie Griffin: The Untold Story, een rechtstreeks op dvd uitgebrachte special die in 2005 werd uitgebracht; Family Guy: Live in Vegas, een soundtrack-dvd-combo uitgebracht in 2005, met zowel muziek uit de show als originele muziek gemaakt door MacFarlane en Walter Murphy; een videogame en een flipperkast, uitgebracht in respectievelijk 2006 en 2007; sinds 2005 zes boeken uitgegeven door Harper Adult; Laugh It Up, Fuzzball: The Family Guy Trilogy (2010), een verzameling van drie afleveringen die de originele Star Wars-trilogie parodiëren. Een spin-off serie, The Cleveland Show, met Cleveland Brown, uitgezonden van 27 september 2009 tot 19 mei 2013.
Vanaf 2020 zijn 349 afleveringen van Family Guy uitgezonden. Op 11 mei 2020 verlengde Fox de serie voor een negentiende seizoen.
De serie wordt in Nederland sinds 17 september 2007 uitgezonden door Comedy Central. Eerder werd de serie al uitgezonden door Net5.

## Inhoud
Family Guy is een geanimeerde sitcom die plaatsvindt in de fictieve stad Quahog, Rhode Island, met in de hoofdrol de familie Griffin. Peter is de onintelligente en vaak roekeloze huisvader die getrouwd is met Lois, die oorspronkelijk uit een rijke familie komt. De afstammelingen Meg en Chris zijn onpopulair en een beetje maf, terwijl nakomertje Stewie een genie is. Antropomorfe hond Brian, ten slotte, completeert het gezin. In iedere aflevering komt een nieuw aspect van het dagelijkse doch absurde leven van het gezin, hun buren, familie, kennissen en anderen aan bod.

### Humor
Family Guy staat bekend om het gebruik van non sequiturs, waarin het verhaal kort wordt stopgezet om een irrelevante grap te vertellen, vaak in de vorm van een flashback. De humor kan gecategoriseerd worden als droog, zwart en absurd. Er worden vaak referenties gemaakt naar de Amerikaanse popcultuur, waar ook veel parodieën bij komen kijken. Zo zijn de originele Star Wars-films in drie extra lange afleveringen nagespeeld door de personages van Family Guy.
Family Guy staat er om bekend om de grenzen van het taboe in de Amerikaanse televisiewereld te verleggen. De laatste seizoenen is de inhoud van de serie steeds explicieter geworden betreffende gewelddadigheid en seksualiteit, en worden de negatieve en hypocriete trekjes van de personages steeds vaker in het daglicht gezet.
Hoewel het vrijwel alle doelgroepen op de hak neemt heeft het een liberaal-politieke tendens, waardoor conservatieven en religieuzen extra vaak het onderwerp zijn van satire.

## Personages

### Familie Griffin
- Peter Griffin (ingesproken door Seth MacFarlane) is het hoofd van deze familie uit Quahog, Rhode Island. Peter komt niet altijd even intelligent voor de dag en wordt op een gegeven moment zelfs tot achterlijk verklaard. Hij is werkzaam bij de brouwerij van zijn favoriete biermerk "Pawtucket Patriot Ale", na in de eerste drie seizoenen in een speelgoedfabriek gewerkt te hebben. Hoewel niet slecht bedoeld, brengt hij door zijn impulsieve roekeloosheid vaak zijn medemens in de problemen.
- Lois Griffin (ingesproken door Alex Borstein), echtgenote van Peter Griffin is huismoeder en werkt thuis bij als pianolerares. Ze is de dochter van staalmagnaat Carter Pewterschmidt. Lois houdt veel van haar gezin en probeert met een gezonde dosis verstand de normen van fatsoen binnen het huis in stand te houden. In latere afleveringen is haar personage echter minder braaf; er wordt soms gesuggereerd dat ze drugs gebruikt en op seksueel gebied niet terugdeinst voor bizarre experimenten.
- Meg Griffin (ingesproken door Rachael MacFarlane, Tara Charendoff, Lacey Chabert en Mila Kunis). Meg is een puber die vrij snel van emotie wisselt, tussen frustratie en aardig zijn. Ze heeft veel problemen met haar zelfvertrouwen, voornamelijk verpest door haar ouders en omdat ze het moeilijk vindt voor haar zelf op te komen, de enige aflevering waarin ze dit doet is Seahorse Seashell Party. Ze is het zwarte schaap van de familie en is meerdere malen het slachtoffer van huiselijk geweld, zowel emotioneel als lichamelijk. Zowel haar uiterlijk als haar innerlijk wordt vaak bespot en haar beperkte vriendengroep bestaat uit andere onaantrekkelijke buitenbeentjes. Desondanks heeft ze wel een aantal vriendjes gehad, hoewel deze relaties allemaal snel stuk liepen.
- Chris Griffin (ingesproken door Seth Green) is een gezette tiener die veel gelijkenissen vertoont met zijn vader Peter. Hij is in feite een jongere versie van zijn vader: gezet en niet zo snugger. Op zijn talent voor tekenen en schilderen na blijft hij onpopulair op school vanwege zijn sociale achterstand. Later in de serie blijkt hij steeds vaker verstandige dingen te zeggen.
- Stewie Griffin (ingesproken door Seth MacFarlane), een diabolisch snuggere baby met Brits accent die de wereld wil veroveren. Gewoonlijk heeft niemand in het gezin door dat hij kan praten maar enkele keren blijken ze hem toch te kunnen verstaan. Brian kan wel gewoon met hem praten. Stewie draagt vaak futuristische wapens bij zich en probeert regelmatig zijn moeder te doden. Dit laatste is vooral te zien in de eerste paar seizoenen. zijn moordlust en briljante uitvindingen komen in de latere seizoenen nauwelijks terug. In plaats daarvan ontwikkelt hij meer empathie, raakt door de invloed van Brian geïnteresseerd in cultuur en raakt meer met zichzelf in de knoop. Hij blijft overigens niet bepaald een sympathiek personage. Hij noemt zijn moeder 'Lois' of 'lady' en zijn vader 'fat man'. In de latere seizoenen lijkt Stewie erg naar de homoseksuele kant te neigen, hoewel hij ook regelmatig geïnteresseerd is geweest in het vrouwelijke geslacht.
- Brian Griffin (ingesproken door Seth MacFarlane), de antropomorfe hond van de familie. Hij is, ondanks zijn chronische alcoholverslaving, het normaalste en het meest volwassen gezinslid. Hoewel Brian kan praten geldt dat niet voor de andere honden in het Family Guy-universum. Brian is zeer intellectueel, intelligent en houdt van opera en literatuur, hoewel hij zelf onsuccesvol is in de schrijfkunst. Terwijl vrijwel al zijn relaties snel stuklopen blijft hij een zwak houden voor Lois. Hoewel hij Stewie in de eerdere series regelmatig tot last is, groeit hun relatie uit tot een trouwe vriendschap. Hij komt open uit voor zijn liberalisme en atheïsme, vaak tot de irritatie van zijn naasten. In de loop van de serie komen wel steeds naargeestiger eigenschappen bij hem aan het licht. In de aflevering Life of Brian wordt Brian aangereden en overlijdt hij. Zijn laatste woorden waren: "You've given me a wonderful life. I love you all." Letterlijk vertaald: Jullie hebben me een prachtig leven gegeven. Ik hou van jullie allemaal. In de aflevering Christmas Guy gaat Stewie terug in de tijd om Brians leven te redden. Dat lukt en Brian is weer terug in de serie.

### Familieleden
- Mickey McFinnigan (ingesproken door Seth MacFarlane) is de biologische vader van Peter. Wanneer Francis overlijdt, ontdekt Peter dat hij niet zijn echte vader is. Zijn moeder vertelt hem dat ze 40 jaar geleden op vakantie is geweest naar Ierland en daar zijn echte vader heeft ontmoet. Mickey moet niks van Peter weten en bespot en pest hem, tot hij uitgedaagd wordt voor een drankspel en Peter glansrijk wint.
- Francis Griffin (ingesproken door Charles Durning) is de adoptievader van Peter en was eerder getrouwd met Thelma. Hij is een zeer toegewijd katholiek en hekelt Lois omdat ze protestants is. Met enige regelmaat noemt hij haar een "protestant whore". Hij keurt haar afkomst af en is kwaad dat Peter niet met een Ierse vrouw is getrouwd. Francis had een baan in een metaalfabriek, maar na zijn korte pensioen werd hij lijfwacht van de paus. Op de 17e verjaardag van Meg probeert Peter dronken en verkleed als clown met een eenwieler van de trap te rijden. Hij valt en landt recht op Francis die later in het ziekenhuis overlijdt. Zijn laatste woorden waren "Peter... you're a fat stinking drunk!".
- Karen "Heavy Flo" Griffin (ingesproken door Kate McKinnon) is Peters zus. Ze is professioneel worstelaar en lijkt als twee druppels water op hem. Karen blijkt de reden te zijn van Peters pesterijen naar Meg, omdat zij hem vroeger veel gepest heeft. Tijdens een wedstrijd wordt zij door Meg knock-out geslagen met een klapstoel, waardoor ze in coma raakt. Aan het einde van de aflevering, blijkt dat ze niets konden doen, waardoor ze mogelijk overleden is.
- Thelma Griffin (ingesproken door Phyllis Diller) is de kettingrokende ex-vrouw van Francis en moeder van Peter. In tegenstelling tot Francis is zij meestal vriendelijk en kan ze goed opschieten met Lois. In de aflevering Mother Tucker begint ze een relatie met Tom Tucker, maar ze gaan in dezelfde aflevering nog uit elkaar. In seizoen 12 overlijdt ze aan een beroerte. Hier is toe besloten, omdat stemactrice Phyllis Diller overleed.
- Babs Pewterschmidt (ingesproken door Alex Borstein) is de moeder van Lois en de vrouw van Carter. Er wordt meermaals gemeld dat ze enkel met hem getrouwd is om zijn geld en erfgoed. Ze is vernederend, maar beleefder naar Peter dan Carter. Ze blijkt jarenlang verzwegen te hebben dat ze een Joodse overlever van de Holocaust is. Ze was eerder getrouwd met Ted Turner en vergeeft Carter zijn slippertje, omdat ze denkt dat ze te oud is om nog een andere man te vinden.
- Carol Pewterschmidt (ingesproken door Julie Hagerty) is de zus van Lois. In seizoen 3 wordt ze zwanger en bevalt ze van een baby, die nooit meer in beeld gekomen is. Wanneer zij na haar negende scheiding tijdelijk bij de Griffins komt wonen, ontmoet ze burgemeester Adam West. Ze trouwt direct met hem.
- Carter Pewterschmidt (ingesproken door Seth MacFarlane) is de vader van Lois en getrouwd met Babs. Hij is een miljardair, heeft zijn eigen bedrijf genaamd Pewterschmidt Industries en is lid van de jachtclub. Het is een dominante, manipulatieve en slinkse man en hij haat Peter. Hij beledigt en vernedert hem regelmatig. In seizoen 9 gaat hij vreemd, waarschijnlijk om het Babs betaald te zetten dat zij een one-night stand gehad heeft met acteur Jackie Gleason. Twee seizoenen later wordt er kanker bij hem geconstateerd en is hij terminaal. Een dag later blijkt alles echter prima in orde te zijn. Brian en Stewie komen erachter dat Carter jaren geleden het medicijn tegen kanker gevonden heeft, maar het angstvallig geheimhoudt omdat de farmaceutische markt anders instort en hij daar grootaandeelhouder in is.
- Patrick Pewterschmidt (ingesproken door Oliver Vaquer) is de broer van Lois. In seizoen 4 komt Lois erachter dat zij nog een oudere broer heeft. Ze breekt in bij haar ouders, zoekt zijn adres op en ontdekt dat het een psychiatrische kliniek is. Hij heeft een ongelofelijke hekel aan mensen met overgewicht door een trauma uit zijn jeugd. Hij was er namelijk getuige van dat zijn moeder Babs vreemd ging met komiek Jackie Gleason. Lois neemt hem mee naar huis, maar krijgt daar al snel spijt van als er een reeks aan moorden in de buurt plaatsvinden en Patrick uiteindelijk Peter probeert te wurgen. Jaren later ontsnapt hij uit de kliniek. Sindsdien is er niets meer van hem vernomen.

## Buren

### Familie Brown
- Cleveland Brown (ingesproken door Mike Henry, later door Arif Zahir), de slome buurman van de familie. Cleveland is een Afro-Amerikaan, die naar manifestaties als de 'Million Man March' gaat. Dit bewijst dat hij trots is op zijn zwarte roots. Via een flashback komen we te weten dat Cleveland in zijn jongere jaren een zeer getalenteerde veilingmeester was, tot een bedrijfsongeval ervoor zorgde dat hij zijn welbespraaktheid verloor. Zijn huis wordt vele keren verwoest door Peters streken. Cleveland verlaat de serie wanneer hij naar Virginia verhuist, om in zijn eigen spin-off genaamd The Cleveland Show te verschijnen. In 2013 wordt The Cleveland Show na vier seizoenen gestopt, en in het twaalfde seizoen van Family Guy keert Cleveland terug naar Quahog. Hij is in principe de Afro-versie van Peter: hij is erg dik en in The Cleveland Show geeft hij vaak de irrelevante grappen aan.
- Loretta Brown (ingesproken door Alex Borstein), is de ex-vrouw van Cleveland. In een latere aflevering gaan Loretta en Cleveland uit elkaar omdat zij is vreemdgegaan met Quagmire. Dit omdat Cleveland niet mannelijk genoeg zou zijn. In The Cleveland Show overlijdt Lorreta door een ongeluk.
- Donna Tubbs-Brown (ingesproken door Sanaa Lathan), is de stiefvrouw van Cleveland. In The Cleveland Show raakt ze vrij snel overstuur en ergert zich, net als Lois, regelmatig aan het gedrag van haar man.
- Enig kind Cleveland Brown Jr. (ingesproken door Mike Henry, Seth MacFarlane en Kevin Michael Richardson), een hyperactief mannetje, dat vervelend goed is in allerlei dingen, maar nergens langer dan 5 minuten interesse in heeft. In The Cleveland Show blijkt hij een enorm aantal kilo's te zijn aangekomen.
- Stiefkind Roberta Tubbs (ingesproken door Reagan Gomez Preston), de enige dochter van Cleveland. In Family Guy praat ze nauwelijks, in The Cleveland Show praat ze vaak ongeïnteresseerd. Net als Meg wisselt ze vrij snel van emotie en heeft vaak nieuwe relaties. Vaak draagt ze een typische crop top.
- Stiefkind Rallo Tubbs (ingesproken door Seth MacFarlane, later door Mike Henry), het jongste kind van Cleveland die iets ouder is dan Stewie en Susie.

### Familie Swanson
- Lt. Joe Swanson (ingesproken door Patrick Warburton) is een dappere, gedreven politieagent. Tijdens Kerstmis ontmoette hij echter de Grinch, wat tot gevolg had dat hij gehandicapt werd. Sindsdien kan Joe niet meer lopen, verplaatst hij zich in een rolstoel en heeft hij een angst voor Kerstmis. Later in de serie worden alternatieve verklaringen gegeven, zoals dat hij gehandicapt is geworden nadat een drugsbaron zijn knieschijven kapotschoot of dat zijn benen worden overreden door een trein.
- Bonnie Swanson (ingesproken door Jennifer Tilly), Joe's vrouw. Ze is zwanger in een groot deel van de serie. Peter heeft hier een opmerking over gemaakt ("Ten eerste, Bonnie, je bent nu al zes jaar zwanger; krijg eindelijk eens een kind of niet!") In seizoen 7 is Bonnie eindelijk bevallen van een dochter, Susie.
- Kevin Swanson (ingesproken door Seth MacFarlane, later door Scott Grimes), de zoon van Joe en Bonnie. Hij heeft ongeveer dezelfde leeftijd als Meg. In de aflevering Stew-Roids zei Joe dat Kevin was omgekomen in Irak. In de aflevering Thanksgiving, keert Kevin terug en vertelt hij een verhaal dat hij in een coma heeft gelegen door een bom die in een kalkoen zat tijdens Thanksgiving, waarna hij zijn eigen dood in scène zette om aan de oorlog te ontsnappen en weer thuis te keren. In de aflevering Tom Tucker: The Man and His Dream, werd vermeld dat Bonnie een zelfmoordpoging van Kevin heeft voorkomen.
- Susie Swanson (ingesproken door Patrick Stewart), de baby van Joe en Bonnie.

### Familie Goldman
- Mort Goldman (ingesproken door John G. Brennan). Hij is een joodse apotheker van Poolse afkomst en een van Peters vrienden. Hij is de eigenaar van Goldman's Pharmacy en was gehuwd met Muriel Goldman. Hij heeft nogal veel gezondheidsproblemen, is vreselijk gierig, raakt snel in paniek en komt aanstellerig over.
- Muriel Goldman (ingesproken door Nicole Sullivan). Zij is de vrouw van Mort. Muriel wordt later vermoord door de nieuwslezeres Diane in de aflevering And Then There Were Fewer.
- Neil Goldman (ingesproken door Seth Green). Hij is de zoon van Mort en Muriel. Neil is een stereotiepe nerd die een oogje heeft op Meg Griffin. Zij is echter niet van hem gecharmeerd. Hij is redacteur van de schoolkrant en lid van de AV-Club.

### Familie Quagmire
- Glenn Quagmire (ingesproken door Seth MacFarlane). Quagmire is de succesvolle rokkenjager uit Family Guy. Hij is piloot in de burgerluchtvaart en geobsedeerd door seks en mooie vrouwen. Hij leerde Peter kennen tijdens zijn tijd bij de marine, wanneer de bemanning van zijn schip Peter uit de oceaan opvist, wat te zien is in de aflevering Death Lives. Hij doorspekt zijn taal met de uitspraken 'giggity giggity', 'Hèh hèh allriiight!' en 'Ow!', die hij tegenwoordig niet meer zo vaak zegt. Hoewel hij in de eerste seizoenen alleen wordt neergezet als een perverse vrouwengek, heeft hij in de latere seizoenen meer persoonlijkheid gekregen. Zo blijkt dat hij maar moeilijk kan opschieten met Brian, een problematisch familieleven heeft en gek is op katten. Aan de andere kant komen ook de duistere kanten van zijn seksualiteit naar voren; zo wordt er meerdere malen gehint naar verkrachting.
- Dan Quagmire. Hij is de vader van Glenn en luitenant in het Amerikaanse leger. Glenn kijkt erg tegen hem op. Als Glenn hem introduceert bij zijn vrienden in de aflevering Quagmires Dad, komen zij er al snel achter dat hij transseksueel is en op bezoek komt omdat hij een geslachtsverandering wil laten uitvoeren. Nadat hij zich daadwerkelijk heeft laten ombouwen staat hij bekend als Ida Davis.[2]
- Brenda Quagmire. Zij is de zus van Glenn. Ze komt voor in de aflevering The Story of Brenda Q. In die aflevering verblijft ze bij Glenn en hij ziet dan dat ze erg vaak geslagen wordt door haar vriend. Glenn en zijn vrienden bedenken een plan om haar vriend te vermoorden.
- Crystal Quagmire. Zij is de moeder van Glenn en komt maar een keer in de serie voor, in aflevering 10 van seizoen 13. Glenn zegt dat zij de reden is waarom hij zo geobsedeerd is door seks omdat zij met een groot aantal mannen sliep, zelfs toen hij nog maar een baby was. In de aflevering waarin zij voorkomt blijkt dat ze enorm christelijk is geworden en dat Glenn haar een heel slechte moeder vindt.
- Gary Quagmire. Hij is de broer van Glenn en wordt slechts één keer genoemd in de derde aflevering van seizoen tien.

## Bijrollen
- Tom Tucker (ingesproken door Seth MacFarlane). Een inwoner van Quahog die bekend is als presentator van het Channel 5 News. Tucker heeft een zoon, genaamd Jake Tucker (ook ingesproken door Seth MacFarlane), die bij Chris Griffin in de klas zit.
- Diane Simmons (ingesproken door Lori Allen) presenteert samen met Tom Tucker het Channel 5 News. De twee hebben echter een hekel aan elkaar, iets wat tijdens de uitzendingen regelmatig duidelijk wordt. Tijdens de aflevering And Then There Were Fewer wordt zij vermoord door Stewie, omdat zij Lois dreigde te vermoorden, nadat ze Muriel had vermoord.
- Tricia Takanawa (ingesproken door Alex Borstein). Een verslaggever van het Channel 5 News. Vanwege haar Japanse roots wordt ze altijd "Aziatisch verslaggever Tricia Takanawa" genoemd.
- John Herbert (ingesproken door Mike Henry). Een bejaarde pedofiele homo die verderop in de straat woont. Hij is bijzonder geïnteresseerd in Chris. Hij heeft een hoge, zachte verwijfde stem en spreekt medeklinkers sissend uit met een hoge fluittoon. Herbert komt regelmatig voor en draagt dan een lichtblauwe badjas met slippers. Hij heeft een lamme hond genaamd Jesse en maakt wandelingen met een ouderwets looprek. Ook maakt hij vaak ongepaste, seksueel getinte opmerkingen naar tienerjongens. Van zijn geschiedenis is niet veel bekend, maar er wordt aangenomen dat hij veel heeft rondgehangen bij schoolpleinen en Boy Scout Jamborees. Ook is hij een veteraan uit de Tweede Wereldoorlog. Hij is vernoemd naar John Herbert Pitman
- Jasper (ingesproken door Seth MacFarlane). Brians flamboyante homoseksuele neef, die voortdurend vuile moppen vertelt. Brian houdt niet van Jasper, dit is te wijten aan jeugdherinneringen.
- Ollie Williams (ingesproken door Phil LaMarr). Een Afro-Amerikaanse verslaggever van het Channel 5 News, die zijn verslagen altijd beperkt tot één zin, bijvoorbeeld: "Het gaat regenen!" of "Vreemd!"
- Burgemeester Adam West (ingesproken door Adam West). De burgemeester van Quahog, bij wie duidelijk een steekje los zit. In aflevering 23 van seizoen 4 werkt Meg als stagiaire bij Burgemeester West en krijgen zij een relatie. Later trouwde hij met Lois' zus, Carol.
- The Evil Monkey (ingesproken door Danny Smith). De 'kwaadaardige' aap die in Chris' kledingkast zit en altijd op boosaardige wijze naar hem wijst. Niemand in huis gelooft dat deze aap echt bestaat totdat Chris hem in de aflevering Hannah Banana vangt en aan de anderen toont. Dan vertelt Evil Monkey dat hij juist probeert om Chris te helpen. Het wijzen met de vinger is juist bedoeld om contact te maken.
- Mr. Weed (ingesproken door Carlos Alazraqui). De homoseksuele directeur van de Happy-Go-Lucky Toys fabriek, waar Peter de eerste paar seizoenen werkt. Hij stikt tijdens een etentje bij Peter thuis (seizoen 3, aflevering 9).
- Jillian (ingesproken door Drew Barrymore). De (ex-)vriendin van Brian in latere seizoenen.
- Death (ingesproken door Adam Carolla), is een skelet in een zwart gewaad. Hij komt af en toe voor in een aflevering en dan meestal als bijrol. Hij komt voor het eerst voor in Death Is a Bitch waar hij Peter mee wil nemen omdat hij op een formulier had geschreven dat hij dood was om niks te hoeven betalen. Hij kan ook door de tijd reizen.
- Ernie the Giant Chicken (ingesproken door Danny Smith). Peters grootste vijand; een grote gele kip. Op het moment dat deze langskomt in de aflevering Da Boom, ontstaat er een minutenlange vechtscène om een vervallen kortingscoupon. Dit alles natuurlijk volledig in de stijl van Family Guy - absurd en parodiërend op bekende actiefilms. Andere optredens van Ernie the Giant Chicken zijn tijdens de afleveringen Blind Ambition, Meet the Quagmires (waar hij hem tegenkomt in het verleden, in een korte scène zie je Ernie), No Chris left Behind en Something, Something, Something, Dark Side. Bij elke ontmoeting wordt er extreem gewelddadig gevochten. Uiteindelijk wint Peter elke keer. Ernie wordt door hem voor dood achtergelaten en Peter loopt elke keer weer de ondergaande zon tegemoet. Op het laatste moment blijkt Ernie toch nog in leven te zijn voor een revanche.
- James Woods (ingesproken door James Woods). Hij speelt in meerdere afleveringen en heeft criminele pathologische trekjes. In de aflevering And Then There Were Fewer wordt hij vermoord. In de aflevering Tom Tucker: The Man and His Dream blijkt dat hij na de moord toch weer tot leven gewekt is.
- Consuela (ingesproken door Mike Henry) is een Mexicaanse schoonmaakster. Ze is heel subassertief maar op haar manier ook weer heel dwingend.
- Kool-Aid Man. Hij is een gigantische antropomorfe pitcher, gevuld met Tropische Punch Kool-Aid, voorzien van een gevingerverfd smiley-gezicht. Hij verschijnt in diverse afleveringen en roept dan de slogan 'Oh Yeah', vaak nadat veel personen 'Oh No' hebben gezegd.
- Greased-up Deaf Guy (ingesproken door Mike Henry). Een ingevette dove man, die maar heel af en toe voorkomt maar dan altijd voor gekke situaties zorgt.
- Buzz Killington (ingesproken door Danny Smith). De naam slaat op term buzzkil, dit is wanneer iemand met een opmerking of kleine gedraging de goede stemming verpest. Buzz Killington is een man die sociaal wenselijk gedrag uit het victoriaans tijdperk vertoont maar daarmee steeds weer opnieuw de stemming weet te verpesten.
- Bruce (ingesproken door Mike Henry). Bruce is een vaak terugkerend personage. Hij lijkt steeds een andere baan te hebben; zo is hij onder andere al medium, priester, scheidsrechter, masseur en therapeut geweest.
- Horace (ingesproken door John G. Brennan). De ex-eigenaar van The Drunken Clam. In aflevering 20 van seizoen 11, Save the Clam, vermoordt Jerome hem per ongeluk met een honkbal.
- Jerome (ingesproken door Kevin Michael Richardson). De huidige eigenaar van The Drunken Clam. Als iemand alleen in The Clam zit stelt hij meestal een aparte vraag.
- Vinny (ingesproken door Tony Sirico). Na het overlijden van Brian, nemen de Griffins hem in huis. Hij verdwijnt twee afleveringen later als Brian terugkeert in de serie. Hij maakt een cameo op het einde van de eerste aflevering van het 15e seizoen.
- Directeur Shepherd (ingesproken door Gary Cole). De directeur van de James Woods High School (school van alle tieners uit de show). Hij heeft vaak Peter en Lois op gesprek, omdat Meg of Chris iets ergs heeft gedaan, al heeft hij er zelf vrij weinig interesse in.

## Ontvangst
Family Guy is in de laatste jaren uitgegroeid tot een van de meest populaire animatieseries voor volwassenen, zowel in Amerika als in de rest van de wereld. De serie is dertienmaal genomineerd voor een Emmy Award, waarvan er vier verzilverd zijn. Na het succes van Family Guy werd er plaats gemaakt voor twee verwante series: American Dad! en The Cleveland Show.
Ondanks dit succes is Family Guy regelmatig het mikpunt van controverse en kritiek betreffende een gebrek aan moraliteit, kwaliteit en originaliteit.
De zwarte humor van de serie wordt vaak bekritiseerd door sociaal conservatieven die de seksuele, gewelddadige en raciale humor afwijzen. Ook werd het in de beginjaren vaak beschuldigd van het plagiëren van The Simpsons, hoewel geestelijke vader Matt Groening ontkende een serieuze vete te koesteren. In de eerste aflevering van seizoen 13 ontmoeten de Simpsons de Griffins overigens. Trey Parker en Matt Stone van South Park bekritiseerden de schrijfstijl van de serie en John Kricfalusi van The Ren & Stimpy Show sprak zich negatief uit over de simplistische animatie, die jonge animators negatief zou beïnvloeden.

## Trivia
- De titels van de afleveringen zijn veelal verwijzingen naar films en series. Bij de eerste afleveringen is op te merken dat deze soms helemaal niet in verband staan met het scenario (Death Has a Shadow, I Never Met the Dead Man, Chitty Chitty Death Bang). Later is dat veranderd, omdat ze anders niet goed uit elkaar te houden waren.
- Terugkerend onderdeel zijn speciale Road to... afleveringen, waarin Brian en Stewie samen op reis gaan. De titels zijn een verwijzing naar de comedyfilmserie Road to... uit de jaren veertig tot zestig. Juist in deze afleveringen wordt de band tussen Brian en Stewie extra verdiept. Ook zijn deze afleveringen, net als die oude films, extra muzikaal.
- In Family Guy zitten veel running gags. Conway Twitty, een bekende Amerikaanse countryzanger, heeft in Family Guy al meerdere keren zijn opwachting gemaakt om de 20 minuten zendtijd te vullen. Een andere bekende running gag is het gebruik van het lied Surfin' Bird van The Trashmen ("A-well-a bird, bird, bird, b-bird is the word").
- De muziek van Family Guy wordt gedomineerd door bigband, een favoriete muziekstijl van MacFarlane. Ook bevat de serie enkele musicalnummers.
- In 2006 bracht de serie South Park de dubbele aflevering Cartoon Wars uit waarin Family Guy op de hak werd genomen. Hierin waren cutaway gags te zien die helemaal nergens op sloegen.